# البرنامج الوطني للتأمين ضد الفيضانات
البرنامج الوطني للتأمين ضد الفيضانات (NFIP) هو برنامج أنشأه كونغرس الولايات المتحدة في عام 1968 من خلال القانون الوطني للتأمين ضد الفيضانات لعام 1968 (PL 90-448). لدى البرنامج الوطني للتأمين ضد الفيضانات هدفين هما : تقاسم مخاطر خسائر الفيضانات من خلال التأمين ضد الفيضانات والحد من أضرار الفيضانات عن طريق تقييد تطوير السهول الفيضية. يمكّن البرنامج أصحاب العقارات في المجتمعات المشاركة من شراء الحماية التأمينية ، التي تديرها الحكومة الأمريكية، ضد الخسائر الناجمة عن الفيضانات ، ويتطلب التأمين ضد الفيضانات لجميع القروض أو خطوط الائتمان المضمونة بالمباني القائمة أو المنازل المصنعة أو المباني قيد الإنشاء، والتي تقع في منطقة مخاطر الفيضانات الخاصة في مجتمع يشارك في البرنامج الوطني للتأمين ضد الفيضانات. يحد الكونجرس الأمريكي من إتاحة التأمين الوطني ضد الفيضانات للمجتمعات التي تتبنى تدابير ملائمة لاستخدام الأراضي والسيطرة عليها مع أحكام إنفاذ فعالة للحد من أضرار الفيضانات عن طريق تقييد التنمية في المناطق المعرضة للفيضانات.
تتم إدارة البرنامج الوطني للتأمين ضد الفيضانات وإدارته من قبل الوكالة الفيدرالية لإدارة الطوارئ (FEMA) من خلال الإدارة الفيدرالية للتأمين والتخفيف (FIMA).  ويهدف البرنامج إلى توفير بديل تأميني للمساعدة في حالات الكوارث لتغطية التكاليف المتصاعدة لإصلاح الأضرار التي لحقت بالمباني ومحتوياتها بسبب الفيضانات.  اعتبارًا من أغسطس 2017، قام البرنامج بتأمين حوالي 5 ملايين منزل (انخفاضًا من حوالي 5.5 مليون منزل في أبريل 2010)، معظمها في تكساس وفلوريدا.   تمت تغطية تكلفة برنامج التأمين بالكامل من خلال أقساط التأمين حتى نهاية عام 2004، لكنه اضطر إلى اقتراض الأموال بشكل مطرد منذ ذلك الحين، ويرجع ذلك في المقام الأول إلى إعصار كاترينا وإعصار ساندي ، مما أدى إلى تراكم ديون بقيمة 25 مليار دولار بحلول أغسطس 2017.   في أكتوبر 2017، ألغى الكونجرس 16 مليار دولار من ديون البرنامج الوطني للتأمين ضد الفيضانات، مما مكن البرنامج من دفع المطالبات. يدين البرنامج الوطني للتأمين ضد الفيضانات بمبلغ 20.525 مليار دولار للولايات المتحدة اعتبارًا من ديسمبر 2020.

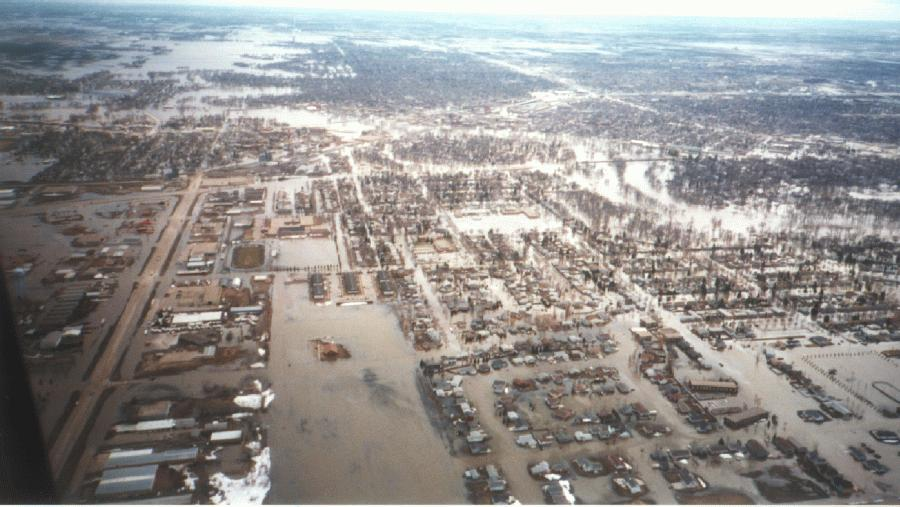
فيضان النهر الأحمر عام 1997 في غراند فوركس، داكوتا الشمالية، كان فيضانًا استمر 100 عام

يجب الحفاظ على القدرة الاستيعابية لمجاري الفيضان بحيث لا تزيد الزيادة في الفيضان لمدة 100 عام عن قدم واحدة